# تلمبة رشيد فرخي (أرزوئية)
تلمبة رشید فرخي (بالفارسية: تلمبه رشیدفرخی) هي منطقة سكنية تقع في إيران في Arzuiyeh Rural District. يقدر عدد سكانها بـ 43 نسمة .